# Пітер Паркер (серія фільмів «Нова Людина-павук»)
Пі́тер Бе́нджамін Па́ркер (англ. Peter Benjamin Parker), також відомий під псевдонімом Люди́на-паву́к / Спа́йдермен (англ. Spider-Man) — персонаж медіафраншизи Кіновсесвіту Marvel (КВМ) і головний герой дилогії фільмів Марка Вебба «Нова Людина-павук», якого зобразив Ендрю Ґарфілд, заснований на однойменному персонажі коміксів. Він з’являється у фільмах «Нова людина-павук» і його продовженні «Нова Людина-павук 2. Висока напруга», а також виступає в ролі другорядного персонажа фільму Marvel Studios «Людина-павук: Додому шляху нема» (2021), приєднавшись до мультивсесвіту Кіновсесвіту Marvel, де він постає як старіша версія самого себе. Версія персонажа Ґарфілда є наступником версії Пітера Паркера, яку зобразив Тобі Маґвайр у трилогії Сема Реймі (2002–2007), і попередником ітерації Пітера Паркера, якого зобразив Том Голланд у КВМ (2016 – дотепер).
Порівняно з Людиною-павуком з попередньої серії фільмів режисера Сема Реймі, ця версія Людини-павука має деякі тонкі відмінності в характері, наприклад, він більше схожий на охопленого страхом одинака, і два фільми мають на меті зобразити більше його особисте життя та мотиви стати Людиною-павуком у більш реалістичному вигляді. Незважаючи на неоднозначні відгуки про серію фільмів «Нова людина-павук», гра Ґарфілда в ролі Людини-павука отримала широку позитивну оцінку критиків.

## Концепція та створення

### Попередні фільми і перезавантаження Людини-павука
Пітер Паркер, також відомий як Людина-павук, вперше з'явився в коміксі-антології «Дивовижна фантазія № 15» (серпень 1962 р.) у Срібний вік коміксів, згодом став одним із найпопулярніших персонажів коміксів Marvel Comics і отримав власну серію коміксів Дивовижна Людина-павук. Згодом його багато разів адаптували до кіно та телебачення. До виходу фільму «Нова Людина-павук» у 2012 році, попередній високобюджетний фільм, заснований на персонажі, бачив, як Тобі Маґвайр зіграв роль Пітера Паркера / Людини-павука, а Columbia Pictures випустила три фільми: «Людина-павук», «Людина-павук 2» і «Людина-павук 3», які були випущені між 2002 і 2007 роками.
Після виходу «Людини-павука 3» Sony Pictures Entertainment оголосила дату виходу наступного фільму Сема Реймі з серії 5 травня 2011 року. До цього часу сценаристи Джеймс Вандербільт, Девід Ліндсей-Абайр і Гері Росс написали відхилені версії сценарію, а чоловік Зіскін Елвін Сарджент, який написав другий і третій фільми, працював над ще однією спробою. Реймі хотів, щоб Джон Малкович зіграв його наступного лиходія. Однак 11 січня 2010 року Columbia Pictures і Marvel Studios оголосили, що замість того, щоб продовжувати попередню сагу, вони перезавантажують франшизу з новим акторським складом і командою. У галузевих звітах стверджується, що Реймі визнав, що не зміг вкластися в заплановану дату випуску та зберегти творчу цілісність. Продюсерами продовжили роботу Аві Арад, Метт Толмач і Зіскін. 
Через кілька днів після оголошення про відхід Реймі студія оголосила, що режисером перезавантаження буде Марк Вебб, чий попередній фільм «500 днів літа» був його режисерським дебютом. Толмач, тепер президент Columbia Pictures, і Емі Паскаль, співголова Sony Pictures Entertainment, сказали, що вони шукали режисера, який міг би зосередити увагу на житті Паркера. Вебб сказав, що він «спочатку був трохи скептично налаштований — ви відчуваєте присутність цих інших фільмів. Але потім я подумав: «Як я можу піти від цього?», яка можливість!». У прес-релізі Вебб сказав, що «віртуозне зображення Людини-павука Семом Реймі є принизливим прецедентом, який слід наслідувати та розвивати. Перші три фільми улюблені недарма. Але я думаю, що мітологія Людини-павука перевершує не лише покоління, а й режисерів. Я підписую, щоб не «перебирати» від Сема. Це було б неможливо. Не кажучи вже про зарозумілість. Я тут, тому що є можливість для ідей, історій та історій, які додадуть людині-павуку новий вимір, полотно та творчий голос»  Вебб відчув, що «Людина-павук» відрізняється від франшизи про Гаррі Поттера, яка заснована на кількох романах і «більше схожа на Джеймса Бонда», тому що «у Людині-павуку так багато матеріалу, що можна розповісти так багато історій і так багато персонажів. "  Він описав фільм як «не рімейк», пояснивши, що «ми знову не знімаємо фільм Сема». Це інший всесвіт і інша історія з різними персонажами».

### Кастинг
Британсько-американський актор Ендрю Ґарфілд отримав роль Пітера Паркера / Людини-павука для фільму 2012 року та його продовження порівняно з іншими акторами, такими як Джеймі Белл, Олден Еренрайх, Френк Діллейн та Джош Гатчерсон, про що було оголошено 1 липня 2010 року. Вебб заявив, що знав, що Ґарфілд був правильним вибором після того, як зняв, як він їсть чизбурґер, намагаючись заспокоїти Ґвен Стейсі. Прийнявши роль, Ґарфілд пояснив: «Я бачу це як серйозний виклик у багатьох відношеннях. Щоб воно було автентичним. Щоб персонаж жив і дихав по-новому. Глядачі вже мають стосунки з багатьма різними втіленнями персонажа. Я теж. Я, мабуть, буду тим хлопцем у кінотеатрі, який кричить образи на себе. Але я повинен відпустити це. Повороту назад немає. І я б не хотів». Макс Чарльз грає молодого Пітера Паркера у фільмі, а Вебб заявив, що молодий Пітер потрібен, щоб «пояснити походження Пітера Паркера», а не тільки Людини-павука.
Після виконання ролі Ґарфілд вивчив рухи спортсменів і павуків і спробував об’єднати їх, сказавши, що Паркер — «хлопчик/павук з точки зору того, як він рухається, а не тільки в костюмі». Він займався йогою та пілатесом, щоб роль була максимально гнучка. Коли вперше одягнув свій костюм, Ґарфілд зізнався, що проливав сльози і намагався уявити «кращого актора в костюмі», який він описав як «незручний» і зізнався, що нічого не носив під ним, оскільки він обтягує шкіру. Ґарфілд також виконав у фільмі деякі власні трюки. Під час зйомок Ґарфілд пояснив, що у нього було чотири місяці тренувань, і описав свої фізичні ролі в трюках як страшенно складні та виснажливі. Продюсер фільму Аві Арад пояснив, що «Ендрю не тільки блискучий актор, але й спортсмен. Це дало нам можливість спробувати з ним речі, які, якби не так, було б майже неможливо».
Згідно з документами, оприлюдненими після злому Sony Pictures, після виходу фільму «Нова людина-павук 2» Ґарфілда звільнили з цієї ролі через те, що він не з’явився на важливу появу. Серед інших наведених причин були творчі розбіжності з керівництвом Sony Pictures і нездатність адаптуватися до голлівудської культури. Крім того, другий фільм отримав неоднозначні відгуки та низький прибуток від франшизи. Після витоку інформації про переговори між Sony і Marvel Studios про інтеграцію Людини-павука в Кіновсесвіт Marvel, на початку 2015 року між двома студіями була досягнута угода, щоб зробити це офіційним, фактично скасувавши франшизу Нової Людини-павука.

### Сили та дизайн костюма
На відміну від Людини-павука з попередньої серії, ця ітерація персонажа не може стріляти органічними павутинами зі своїх рук, а покладається на механічні павутинні шутери, прикріплені до його костюма, який він сам розробив. Вебб пояснив, що він відчував, що «вебстрілялки змогли драматизувати інтелект Пітера». Однак, як і всі інші версії персонажа, він все ще володіє надлюдськими фізичними здібностями, рефлексами і почуттями, а також здатний повзати по стінах.
Під час розробки костюма Спандекс Людини-павука, використаного у фільмі «Нова Людина-павук», було зроблено акцент на тому, щоб костюм більше нагадував ручну роботу учня середньої школи. Вебб звернув увагу на питання "Як дитина це впорається?" а потім взяв із собою деяку ліцензію, наприклад, використав лінзи від сонцезахисних окулярів як очі. Вебб пояснив, що він і команда «бажали створити дизайн, який зробить тіло довшим і гнучкішим, більше схожим на акробата, когось неймовірно спритного, а ноги павука [символ на грудях] були тим, що ми використовували, щоб підкреслити це». Він показав, що у фільмі використовувалися різні костюми для різних умов освітлення. Вони зробили павутину на костюмі трохи темнішою. У сиквелі костюм був більш обтічним, підкреслюючи оновлення, які нібито зробили Пітер і Ґвен. Зміни включали більші лінзи в масці та модифіковані вебшутери, а також деякі модифікації, які дозволяли Ґарфілду користуватися туалетом у костюмі.

## Характеристика та аналіз
У фільмі «Нова Людина-павук» і його продовженні Пітер описується як «зарозумілий, нерозумний аутсайдер», а також «чудовий і симпатичний зухвалий, із прихованою течією підліткової страху», порівняно з «серйозністю» Тобі Маґвайра. Він зображений як інтелектуально обдарований, технологічний і розумний, здатний зламати комп’ютерні системи та створювати власні вебшутери після того, як вкрав контейнери з генно-інженерною павутиною у Oscorp і згадав складне рівняння, над яким працював його батько. Він також володіє зухвалим, саркастичним і дотепним почуттям гумору, він возиться і принижує злочинців глузливими образами та безглуздими одностроковими висловлюваннями, граючи з автокрадієм у свою першу офіційну ніч в якості охоронця. Коли він не балакається зі злочинцями і суперлиходіями, він рішучий і сміливий і, незважаючи на деякі початкові вагання, і після переосмислення мети свого пильного альтер-его вирішує використовувати свої надздібності в законних альтруїстичних цілях і допомагати іншим, хто цього потребує. ; наприклад, коли він стикається з вибором, він вирішує захистити невинних, рятуючи сина людини, Джека, а не переслідувати Ящіра. На відміну від інших версій персонажа, у фільмі Пітер катається на скейтборді, що, за словами Марка Вебба, змушує Пітера менше боятися качати з павутини.
Вебб описав «Нову Людину-павук» як «історію про дитину, яка виростає, шукаючи свого батька, і знаходить себе». І Вебб, і зірка Ґарфілд описували Паркера як аутсайдера за власним бажанням, когось важко наблизитися. Як і в ранніх коміксах, персонаж «це знавець науки. Якщо озирнутися на ранні комікси Стена Лі та Стіва Дітко, то він ботанік у великих окулярах», – сказав Вебб. Він пояснив, що «уявлення про те, що таке ботанік, змінилося за 40 чи 50 років. Ботани керують світом. Ендрю Ґарфілд зняв про це фільм [називається Соціальна мережа].... Важливим у тих ранніх коміксах було те, що Пітер Паркер є аутсайдером, і як ми визначаємо це в сучасному контексті».
Ґарфілд порівняв свій фасад Людини-павука як метафору анонімности в Інтернеті, сказавши: «Ви відчуваєте силу цього, силу того, що вас не бачать, силу маски. Пітер стає дотепним, коли у нього є захисний шар. Він ніби на дошці оголошень. Він має анонімність Інтернету в цьому костюмі, і він може говорити все, що йому заманеться, і йому може піти з рук що завгодно»  Ґарфілд намагався дослідити Паркера як сироту, якого він вважає «найсильнішими людьми на планеті». Він сказав, що Паркер — це «людський герой, [який] проходить через усі ті самі труднощі, через які пройшли ми всі, особливо худі [які] хочуть більше влади, ніж вони відчувають, що мають». Він вважає, що Паркер представляє «дуже надихаючого, амбіційного персонажа, який символізує добро — і як важко бути хорошим — але наскільки воно того варте».
Ріс Іванс, який грає доктора Курта Коннорса / Ящіра в «Нова Людина-павук», порівняв фільм з «Гамлетом» Вільяма Шекспіра на тій підставі, що Людину-павука можна повторювати знову і знову різними способами. Він відчув, що вони схожі тим, що обидва представляють значущих архетипних молодих чоловіків, які борються з втратою батька. Критики, як-от Клаудія Пуїг з USA Today, вважали, що персонаж Ґарфілда як супергероя «втілює в рівних дозах ботаніка Паркера, стражданого підлітка-сироту та зухвалого супергероя». Бойд Годж із Variety зазначив, що персонаж Ґарфілда в ролі Людини-павука стає цікавим героєм у фільмі, оскільки він рано встановлює, що зростаючі болі Пітера разом із пошуком особистости є спільними для будь-якого підлітка і що «його боротьба стосуються реальних людей — і реальне життя».

## Біографія вигаданого персонажа

### Нова Людина-павук(2012)
Вперше Пітер з’являється у фільмі шестирічним хлопчиком, коли його батько Річард Паркер відвозить його до будинку дядька Бена та тітки Мей після того, як виявив, що його документи викрали. Річард каже синові, що він і його мати повернуться після виконання місії, але вони обоє таємничим чином зникають. Кілька років потому Пітер зараз навчається в середній школі науки Мідтаун у Нью-Йорку. Незважаючи на те, що він не один із популярних студентів, він досягає успіхів у навчанні, коли його підхоплює шкільний спортсмен Флеш Томпсон. Після того, як Ґвен Стейсі розриває бійку між Пітером і Флешем, у якій Флеш нападає на Пітера за те, що він захищає іншого учня, якого він обирає, Пітер і Ґвен починають фліртувати один з одним.
Виявивши портфель з роботою свого батька, і за підтримки дядька Бена Пітер шукає співробітника свого батька, доктора Кертіса Коннорса. Пітер негайно шукає в Інтернеті інформацію про роботу Річарда та Коннорсів, що приводить до того, що він дізнається про смерть батьків у авіакатастрофі. Пітер пробирається в Оскорп, видаючи себе за одного зі стажерів, і знаходить однорукого доктора Коннорса після того, як наткнувся на Ґвен, яка є там фактично стажером. Його начальник, доктор Рата, тисне на Коннорса, щоб він розробив ліки для вмираючої голови Оскорпа, Нормана Осборна, і хоче, щоб ліки для себе відновили його власну руку. Після того, як Пітеру вдається проникнути всередину біокабельної лабораторії, момент цікавості призводить до того, що він торкається павутини, через що на нього падають кілька генетично модифікованих павуків, один з яких кусає його в спину. По дорозі додому він виявляє, що розвинув павукоподібні здібності, такі як суперсила, гострі почуття, рефлекси, спритність і швидкість.
Пізніше Пітер відвідує Коннорса в його будинку, виявляючи, що він син Річарда, і дає Коннорсу «алгоритм швидкости розпаду» свого батька, відсутній фрагмент у експериментах Коннорса з регенерації кінцівок. У школі Пітера затримують після того, як він використав свої нові здібності, щоб принизити Флеша. Його дядько змінює робочі зміни, щоб зустрітися з директором, і просить Пітера провести за ним тітку Мей додому тієї ночі. Пітер забуває це зробити, відволікаючись, поки в Оскорпі допомагає Коннорсу відновити кінцівку лабораторної миші за допомогою нової сироватки. Вдома вони з Беном сперечаються, і Пітер йде. У сусідньому гастрономі касир відмовляється дозволити Пітеру купити молоко, коли Петру не вистачає двох центів. Коли злодій раптово здійснює набіг на магазин, Пітер дозволяє йому втекти. Під час пошуків Пітера Бен намагається зупинити злодія і його вбивають. Злодій тікає, коли Пітер знаходить Бена мертвим на тротуарі.
Наступного дня Флеш і Ґвен втішають скорботного Пітера в школі. Після цього Пітер використовує свої нові здібності, щоб вистежити злочинців, які відповідають опису вбивці, пізніше вирішивши створити маску, щоб приховати свою особу під час своїх подвигів. Він додає костюм з спандексу і створює з наручних годинників механічні павутинні стрілки, щоб прикріпити їх до зап’ястя, щоб знімати «павутину» з біокабелю. Пізніше, під час вечері з родиною Ґвен, у нього напружена розмова з її батьком, капітаном поліції Нью-Йорка Джорджем Стейсі, про мотиви нової дружини в масці. Після вечері Пітер розкриває свою особу Ґвен, і вони цілуються, перш ніж він отримує сповіщення про ситуацію на мосту Вільямсбурґ. Переодягаючись у свій костюм, Пітер рятує численні машини та їх пасажирів від того, щоб Ящір, яка насправді є доктором Коннорсом, випробувала сироватку на собі. Пізніше Пітер починає називати себе «Людиною-павуком», підпадаючи під вплив, щоб допомагати іншим своїми силами.
Пітер підозрює, що Коннорс є Ящіром, і пізніше безуспішно протистоїть формі Ящіра Коннорса в каналізації, залишивши позаду свою камеру. Коннорс дізнається особу Пітера через ім’я на камері і переслідує його до наукової середньої школи Мідтауна, де вони б’ються. У відповідь поліція розпочинає полювання як на Людину-павука, так і на Ящіра. Коннорс прямує до Оскорпа, маючи намір розповсюдити свою сироватку містом і перетворити всіх на ящірок, а Ґвен розробляє протиотруту в лабораторії Оскорпа. Поліцейський у кутку Людини-павука і капітана Стейсі виявляє, що він Пітер, але дозволяє йому втекти, щоб піти врятувати Ґвен. Усвідомлюючи, що Людина-павук на їхньому боці, поліція та кілька кранівників координуються, щоб допомогти пораненій Людині-павуку вчасно дістатися вежі Оскорп. Людині-павуку вдається замінити сироватку Коннорса протиотрутою, повернувши Коннорса у людський вигляд, але не раніше, ніж Коннорс смертельно поранив капітана Стейсі. Перед смертю капітан Стейсі змушує Пітера пообіцяти триматися подалі від Ґвен заради її безпеки. Спочатку він дотримується обіцянки, але пізніше зізнається Ґвен, що невдалі обіцянки є «найкращим видом», натякаючи, що він і надалі буде з нею бачитися.

### Нова Людина-павук 2. Висока напруга(2014)
Через два роки Пітер виступає в ролі Людини-павука, допомагаючи поліції Нью-Йорка переслідувати злочинців, які вкрали вантажівку плутонію, намагаючись встигнути до свого випуску в середній школі. Він затримує злочинців на чолі з мафіозом Олексієм Сицевичем, перш ніж потрапити на церемонію, де Ґвен виголошує промову як шкільний прощанин. Пара погоджується зустрітися потім на вечерю, перш ніж мати покличе її для сімейного фото. Пізніше ввечері Пітер розповідає Ґвен про свої бачення її батька і наполягає на тому, що йому потрібно виконати свою обіцянку, в результаті чого вони знову розлучаються.
Пітер відвідує Гаррі Осборна, свого друга дитинства, після смерти свого батька Нормана. Пізніше тієї ночі Пітер зустрічає Ґвен, намагаючись зберегти дружбу, і Ґвен каже Пітеру, що їй, можливо, доведеться переїхати до Англії, якщо вона отримає стипендію в Оксфордському університеті. Перш ніж вони зможуть обговорити це, Макс Діллон, інженер-електрик, якого Людина-павук врятував раніше, випадково відключає живлення Таймс-сквер, шукаючи електрику для живлення себе, оскільки він мутував у живий електрогенератор після інциденту з електрикою. вугри. Діллона зупиняє Людина-павук після битви, в якій також задіяна поліція, і відправляється в Інститут Рейвенкрофта, де його вивчає і катує німецький учений доктор Кафка.
У Гаррі починають проявлятися симптоми хвороби свого батька, і він використовує пристрій, який дав йому Норман, щоб зробити висновок, що кров Людини-павука може допомогти його врятувати. Він просить Пітера допомогти знайти його, але Пітер відмовляється, не знаючи, які наслідки матиме переливання, побоюючись ще одного випадку, як з доктором Коннорсом. Паркер знову відвідує Гаррі, цього разу як Людина-павук, але знову відмовляється. Він довіряє Ґвен про ситуацію, а також дарує їй удачу. Пітер використовує інформацію, яку залишив його батько, щоб знайти відеоповідомлення, яке залишив Річард. У ньому Річард пояснює, що йому довелося залишити Нью-Йорк, оскільки він відмовився дозволити Норману Осборну використовувати те, що вони створили під час його досліджень для біологічної війни, і що павуки, які врешті вкусили Пітера, були створені з власної ДНК Річарда, тим самим пояснюючи, чому Пітер є єдиним успішним створеним «межвидовим».
Оскільки мстивий Гаррі починає змову з Діллоном, який тепер називає себе «Електро», Пітер отримує голосову пошту від Ґвен, в якій повідомляється, що їй запропонували роботу в Англії, і вона прямує в аеропорт, щоб прилетіти туди раніше, ніж очікувалося. Пітер встигає її зловити і зізнається в любові, і вони погоджуються поїхати разом до Англії. Вони перериваються через відключення електроенергії. Пітер забирає Ґвен там, де знаходиться поліція, і Ґвен допомагає йому налаштувати свої вебшутери, щоб протистояти Електро. Пітер відправляється битися з Електром, який має перевагу. Коли Електро починає вбивати Людину-павука електричним струмом, Ґвен приїжджає на поліцейській машині і б'є Електро, проти вимог Пітера. Двоє перемагають і вбивають Електро, перевантаживши його електрику.
Відразу після того, як вони це роблять, приходить Гаррі, тепер як Зелений Гоблін, з’ясувавши особу Людини-павука і бажаючи помститися за відмову в переливанні крові. Гоблін бере Ґвен і кидає її там, де її спіймає Людина-павук. Двоє борються на вершині годинникової вежі, і Людині-павуку вдається підкорити Гобліна. Однак під час бою Ґвен падає і підтримується павутиною, підключеною до однієї із шестерень. Потім Гаррі зазнає поразки, але Ґвен знову падає, і Пітер намагається врятувати Ґвен за допомогою своєї павутини. Незважаючи на те, що Пітер успішно ловить її, вона все ж помирає від удару хлистом, який переломив їй шию. Спустошений невдачею врятувати свою дівчину, Пітер закінчує свою кар'єру Людини-павука.
Минає п’ять місяців, а Людини-павука ніде в Нью-Йорку не видно, оскільки Пітер щодня проводить на могилі Ґвен. Пізніше невідома команда чоловіків вириває Сицевича з в'язниці. Одягнений електромеханічною бронею, Сицевич називає себе «Носорогом» і лютує вулицями. Пітер, натхненний переглядом випускної промови Ґвен, відновлює свою роль Людини-павука і протистоїть йому.
Альтернативний кінець цього фільму показує, як Пітер зустрічає свого батька Річарда на могилі Ґвен, причому Річард, очевидно, імітував свою смерть.

### Людина-павук: Додому шляху нема(2021)
Пітер випадково переноситься в іншу реальність через спробу Доктора Стренджа накласти заклинання та відновити таємну особистість Пітера Паркера в цьому всесвіті. Після того, як його підставив Дж. Джона Джеймсон з цього всесвіту, який надав підроблене відео, що викриває особистість Людини-павука анонімним колишнім співробітником Містеріо, що спонукало його передати його всьому світу. Джеймсон підставляє Паркера за напад на Лондон і «вбивство» Містеріо. Без відома Пітера інші з їхніх власних всесвітів також були перевезені, включаючи іншу альтернативну версію нього самого, Флінта Марко, Отто Октавіуса, Нормана Осборна, Едді Брока та Венома, на додаток до Курта Коннорса та Електро (знятих за секунди до його смерті) з його всесвіту. Перебуваючи там, Пітер зв’язується з іншими «я» і допомагає своєму колезі після смерті його тітки Мей. Він показує, що після смерті Ґвен він став озлобленим і більш жорстоким, і навіть згадує, що він більше був Людиною-павуком і менше Пітером Паркером. Пітер, однак, радий зв’язатися зі своїми альтернативними «я», оскільки вони лікують лиходіїв, які відвідують їхню реальність, і рятують їх від смертей, з якими вони зіткнуться у власних усесвітах. Пітер досягає моменту духовного спокутування за смерть Ґвен, рятуючи ЕмДжей (Мішель Джонс), любовний інтерес Пітера Паркера з цього всесвіту, від падіння зі Статуї Свободи. Перемігши та вилікувавши всіх лиходіїв, навіть помирившись з Діллоном, Пітер прощається зі своїм альтернативним «я» і повертається у свій усесвіт більш щасливим і задоволеним чоловіком.

## Комікси

### Комікси Marvel Infinite
Комікси розгортаються між подіями обох фільмів і досліджують, як Пітер бере на себе завдання від Дж. Джони Джеймсона з The Daily Bugle сфотографувати Людину-павука і підтримувати дружбу з Ґвен після їхнього початкового розриву та переробити з нею свій костюм. після того, як перший костюм був пошкоджений турбіною.

### Mainstream continuity
Хоча він не з’являється, ця версія Пітера Паркера згадується в сюжетній лінії Marvel Comics «Спайдерверс», яка містить багато ітерацій персонажа з кількох усесвітів. Людина-павук Ендрю Ґарфілда згадується як «хлопець із «Соціальної мережі», фільм, у якому Ґарфілд також знімається.

## В інших медіа

### Фільм
- Завдяки переговорам Ґарфілд був відкритий для зняття Людини-павука у спін-оффах «Зловісну шість» і « Веном», якби вони були розроблені. Хоча спочатку він не був певним, він також думав про головну роль у четвертій головній частині, перш ніж повністю відмовитися від цієї ролі до угоди Sony та Marvel Studios у 2015 році.
- До рішення Sony у 2015 році співпрацювати з Marvel Studios та перезавантажити персонажа Людини-павука у КінОвсесвіті Marvel, Sony також, як повідомляється, розглядала можливість зняти кросовер між Людиною-павуком Ґарфілда та версією персонажа, якого грає Тобі Маґвайр у трилогії Сема Реймі про <i id="mwAU8">Людину-павука</i>, режисером якої, як повідомляється, попросив самого Реймі. Однак цього так і не вдалося здійснити.[38]
- З остаточної версії фільму була вилучена невикористана сцена з епізодикою, яка складається з версії Ендрю Ґарфілда про Людину-павука, поряд із версіями Тобі Маґвайра та Тома Голланда у фільмі «Людина-павук: Навколо всесвіту». [39]
- Ґарфілд повторює свою роль у фільмі «Людина-павук: Додому шляху нема» (2021), дії у фільмі відбуваються в КіновсесвітІ Marvel (КВМ).[40] У 2020 році повідомлялося, що Ґарфілд повторить свою роль як свою версію Пітера Паркера поряд з іншими кінематографічними ітераціями персонажа, якого грають Маґвайр і Голланд у третьому фільмі КВМ про Людину-павука;[41] однак ці повідомлення ніколи не підтверджувалися Sony або Marvel Studios і кілька разів публічно спростовувалися як Голландом, так і Ґарфілдом.[42][43]

### Відео ігри
- Ця версія Пітера Паркера / Людини-павука з’являється у фільмі «Дивовижна людина-павук», озвучена Семом Ріґелем. У цьому альтернативному продовженні фільму історія розповідає про конфлікт між Пітером і Алістером Смайтом, який замінив доктора Коннорса в Оскорпі, під час сидіння в місті для старого друга на ім’я Стен.
- Дивовижна Людина-павук 2 має ту саму версію персонажа, що і його попередник, знову озвучений Семом Ріґелем. Сюжет гри повністю заснований на фільмі та включає в себе безліч інших персонажів і супротивників, таких як Шокер, Чорна кішка, Крейвен Мисливець, Кінґпін і Карнаж.
- У блозі PlayStation, який рекламує PlayStation 5, Insomniac Games підтвердили, що костюм з фільму The Amazing Spider-Man з’явиться в Marvel's Spider-Man через безкоштовне оновлення на PS4, а також вони будуть включені в Remastered Edition як заголовок для PS5. 12 листопада 2020 року, яку можна придбати окремо або через Ultimate Edition гри Spider-Man: Miles Morales, також випущену як початкову назву.[44]

## Сприйняття
Інтерпретація Ендрю Ґарфілда Людини-павука вважалася однією з головних подій як «Дивовижної Людини-павука», так і його продовження, і тепер критики ретроспективно назвали цю ітерацію персонажа «недооціненою». Рецензенти фільму високо оцінили реалістичне зображення Пітера Паркера, а Роджер Еберт заявив, що перезавантаження дало Пітеру кращі причини для виконання ролі супергероя, навіть якщо історію походження не потрібно було розповідати ще раз. Крім того, схвально оцінили Ґарфілда, який зобразив жартівливий гумор і хімію Людини-павука з колегою Еммою Стоун. Мері Ф. Полс із журналу Time сказала, що, незважаючи на те, що історія була знайома, Ґарфілд і Вебб зробили її «переконливо свіжою та захоплюючою». У сиквелі Ґарфілд отримав похвалу за свою емоційну гру, незважаючи на критику заплутаного сюжету фільму. 
У серпні 2020 року Ерік Айзенберг з CinemaBlend назвав дилогію Марка Вебба «середньою дитиною» фільмів про Людину-павука в порівнянні з трилогією Сема Реймі та включенням Людини-павука до Кіновсесвіту Marvel і що Ґарфілд був «жертвою обставин». Він також зазначив, що фільми продемонстрували технологічні здібності Пітера Паркера більш глибоко, ніж попередня трилогія. Однак він назвав ітерацію Ґарфілда «занадто крутою» для Пітера Паркера, назвавши його «бунтарем зі скейтбордом», на відміну від ботаніка, який зазвичай асоціюється з цим персонажем. У 2017 році, після другого перезавантаження персонажа з Томом Голландом, який взяв на себе роль у КВМ, Нік Філпотт з CBR поставив ітерацію Ґарфілда на друге місце за найкращим зображенням персонажа, на два місця попереду Тобі Маґвайра і відразу після Голланда.

### Рух #MakeTASM3
Поява Ґарфілда у фільмі «Людина-павук: Додому шляху нема» була дуже позитивно сприйнята як шанувальниками, так і критиками. Згодом у Твіттері почалася фан-кампанія з гештеґом #MakeTASM3, яка виступала за те, щоб Sony зняла третій фільм із серії «Нова Людина-павук», де Ґарфілд повторив би свою роль. І гештеґ (з 86 000 твітів), і ім’я Ґарфілда (302 000 твітів) були в тренді в Твіттері протягом перших вихідних «Людина-павук: Додому шляху нема». Деякі запропонували, щоб фільми про «Нову Людину-павука» були з'єднані у Всесвіт Людини-павука від Sony, з пропозицією, щоб Людина-павук Ґарфілда боровся з Веномом Тома Гарді в майбутньому фільмі, на основі розмови в «Людина-павук: Додому шляху нема», в якій Пітер Паркер Ґарфілда скаржиться, що варіанти Пітерів Паркерів з інших усесвітів, зіграні Маґвайром і Голландом, змогли битися з інопланетянами, а він ні.